# Jean Malonga
Pour les articles homonymes, voir Malonga.
Œuvres principales
- Cœur d'Aryenne (1953)
- La Légende de M'Pfoumou Ma Mazono (1954)

Jean Malonga né le 25 février 1907 à Kibouendé au Moyen-Congo et mort le 1er août 1985, est un sénateur de la IVe république française et un écrivain congolais.

## Biographie

### Activités politiques
Jean Malonga naît le 25 février 1907 au Congo-Brazzaville. À l'âge de 15 ans, il devient infirmier à Brazzaville. Autodidacte, Jean Malonga passe son certificat d'étude élémentaire à l'âge de trente cinq ans[réf. nécessaire]. Il s'engage très tôt en politique auprès du Rassemblement démocratique africain (RDA) actif en Afrique-Équatoriale française. Il en dirige le journal, AEF Nouvelle, un mensuel qui est aussi diffusé en France par le parti progressiste. 
De 1948 à 1955, il est parlementaire au Conseil de la République, rattaché à la SFIO et participe aux commissions de la France d'outre-mer puis de la production industrielle. Il défend en métropole les intérêts des populations autochtones et des territoires d'outre-mer, et aborde les questions de sécurité sociale et d'enseignement dans les colonies françaises en Afrique. Dès 1951 il émet des doutes sur la réelle efficacité de l'Union française et réfléchit sur les alternatives possibles. 

### Écrivain africain francophone
Dans le même temps, il poursuit un travail de romancier et de conteur consacré à la culture du Congo. Il publie au Congo trois recueils de légendes. En France, il publie plusieurs livres à Paris aux éditions Présence africaine, dont deux romans, Cœur d'Aryenne  et La légende de Mfoumou Ma Mazono. 
Son roman Cœur d'Aryenne est considéré comme le premier roman de la république du Congo.

## Œuvres
- 1953 : Cœur d'Aryenne (roman - France, Présence africaine, dans Trois écrivains noirs. Ville cruelle, par Eza Boto. Cœur d'Aryenne, par Jean Malonga. Nini, par Abdoulaye Sadji)
- 1954 : La Légende de M'Pfoumou Ma Mazono (Éditions africaines)
- Ciel d'hivernage (France, Présence africaine)

## Postérité
Le roman La légende de Mfoumou Ma Mazono a été adapté au cinéma par le cinéaste congolais Sébastien Kamba dans son film La Rançon d'une alliance en 1974.